# Néronde-sur-Dore
Néronde-sur-Dore – miejscowość i gmina we Francji, w regionie Owernia-Rodan-Alpy, w departamencie Puy-de-Dôme.
Według danych na rok 1990 gminę zamieszkiwały 422 osoby, a gęstość zaludnienia wynosiła 47 osób/km² (wśród 1310 gmin Owernii Néronde-sur-Dore plasuje się na 452. miejscu pod względem liczby ludności, natomiast pod względem powierzchni na miejscu 851.).